# Ованес Тлкуранци
Оване́с Тлкуранци́ (арм. Հովհաննես Թլկուրանցի; годы рождения и смерти неизвестены) — армянский поэт XIV—XV веков.

## Биография и творчество
Родился в селе Тлкуран недалеко от Киликии. Происходил из монашеской среды. Творчество поэта — дидактические стихи и песни, в которых затрагиваются тема любви и природы. Писал также музыку к своим произведениям. Тлкуранци освобождает армянскую любовную лирику от иносказательности и условностей, открыто воспевая красоту женщины и любовь, продолжал традиции антифеодальной светской поэзии. Стихи Тлкуранци отличаются яркой образностью, бурным порывом чувств. Произведения поэта получили заслуженную известность ещё при его жизни. На материале устного народного творчества он создавал также эпические произведения. Тем самым Тлкуранци стал первым армянским поэтом, который обрабатывал материал устного народного творчества. В основе самого популярного из них, «Песни о храбром Липарите», лежит сказание о борьбе армянского военачальника против египетских мамлюков и его трагической гибели. В творчестве поэта также выделяется любовная лирика: «Песня любви», «Встретил я красавицу нежданно» и др., нравоучительные стихи, о вреде вина, о ложных друзьях и т. д. В произведении «Сын священника и дочь муллы» рассказывает о любви христианина и мусульманки.
Сильнее креста твоя благодать,

Я сил не найду с тобой совладать.

Земля ты иль пламя? Рядом сядь.

Я болея—и вот здоров я опять.

Любовь, не убей меня,

Не будь палачом!

И стыд позабыт. Священник, монах,

И вам не спастись - настигнет впотьмах,

Нарушит ваш сон любовь. Где же страх?

Смеется, злословит народ,—все прах.

Любовь, не убей меня,

Не будь палачом!